# عش ودع الآخرين يموتون (رواية)
عِشْ ودعْ الآخرين يموتون (بالإنجليزية: Live and Let Die)‏ هي ثاني روايات إيان فلمنغ من سلسلة روايات جيمس بوند، وتدور أحداثها في لندن والولايات المتحدة وجامايكا. نشرتها دار جوناثان كيب لأول مرة في المملكة المتحدة في 5 أبريل 1954. كتب فلمنغ الرواية في ضيعته العين الذهبية بجامايكا قبل نشر روايته الأولى، كازينو رويال؛ ويغطي جزء كبير من الرواية سفريات فلمنغ إلى الولايات المتحدة ومعرفته بجامايكا.
تتمحور الرواية حول مطاردة بوند «لـمستر بيغ»، وهو مجرم ذو صلات بشبكات الإجرام الأمريكية وعالم سحر الفودو ومنظمة سميرش، إحدى أذرع جهاز المخابرات الروسي، وجميعها تُمثل تهديدات للعالم الأول. يتورط بوند في الأمر عند وجوده في الولايات المتحدة أثناء تهريب مستر بيغ لعملات ذهبية ترجع إلى القرن السابع عشر من الأقاليم البريطانية في منطقة البحر الكاريبي. تتناول الرواية مواضيع الصراع المستمر بين الكتلة الشرقية والغربية خلال الحرب الباردة، بما في ذلك العلاقات البريطانية والأمريكية، وثُقل بريطانيا في العالم، والعلاقات العرقية والصراع بين الخير والشر.
حازت رواية عش ودع الآخرين يموتون استحسان النقاد على نطاق واسع على غرار رواية كازينو رويال. كما بيعت نسخ الطبعة الأولى البالغة 7,500 على الفور وطُلِب إصدار الطبعة الثانية خلال نفس العام، بينما كانت المبيعات الأمريكية أقل وتيرة بكثير وذلك عندما صدرت الرواية هناك في العام التالي. بعدما نشر جون ماكلوسكي سلسلة قصص مصورة مُقتبسة من الرواية في ما بين سنتي 1958 و1959 في صحيفة ديلي إكسبريس، تحولت الرواية إلى فيلم عش ودعهم يموتون في 1973، وهو الفيلم الثامن ضمن سلسلة أفلام بوند من إنتاج شركة ايون وكان أول فيلم من بطولة النجم روجر مور في دور بوند. كذلك دُمجت العناصر الرئيسية لحبكة الرواية في فيلمي سلسلة بوند؛ من أجل عينيك فقط في 1981 ورخصة للقتل في 1989.

## الحبكة

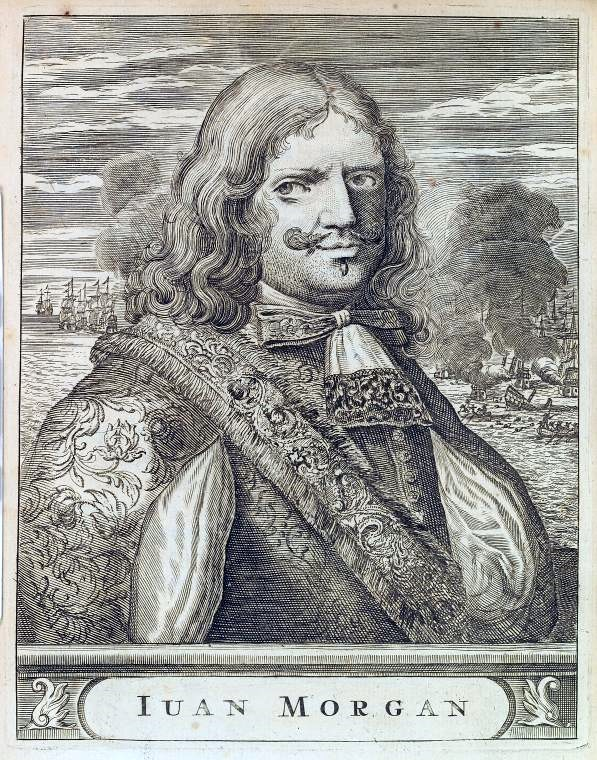
السير هنري مورغان، الذي شكل كنزه جوهر حبكة الرواية.

يُرسل إم رئيس جهاز الخدمة السرية البريطانية في روايات جيمس بوند عميل الجهاز، إلى مدينة نيويورك للتقصي حول مستر بيغ واسمه الحقيقي بونابرت إغنيس غاليا. كان هدف بوند عميلاً في منظمة سميرش السوفيتية للاستخبارات المضادة وزعيماً في عالم الفودو يشتبه في بيعه عملات ذهبية تعود إلى القرن السابع عشر من أجل تمويل عمليات تجسس سوفيتية على الأراضي الأمريكية. ظهرت هذه العملات الذهبية في حي هارلم في مدينة نيويورك وفي فلوريدا ويشتبه في أنها جزءاً من الكنز الذي دفنه القرصان هنري مورغان في جامايكا.
يلتقي بوند بنظيره في وكالة الاستخبارات المركزية (CIA)، فيليكس ليتر في نيويورك. حيث يزور الاثنان بعض الملاهي الليلية المملوكة لمستر بيغ في هارلم، لكن يوقع بهما. ويخضع بوند لاستجواب مستر بيغ، عبر موظفته قارئة الطالع التي تُدعى سوليتير (سميت بذلك لأنها تُقصي الرجال من حياتها)، لمعرفة ما إذا كان بوند يقول الحقيقة. لكن سوليتير تخدع مستر بيغ، وتدعم رواية بوند. فيقرر مستر بيغ إطلاق سراح بوند وليتر بعد كسر أحد أصابع بوند. لكن بوند يقتل العديد من رجال مستر بيغ عند مغادرته. بينما يطلق أحد أعضاء العصابة سراح ليتر بحد أدنى من الإيذاء الجسدي، كونه كان متعاطفاً معه لتقديرهما المشترك لموسيقى الجاز.
تهرب سوليتير من مستر بيغ لاحقاً وتتواصل مع بوند. ويسافر كلاهما بالقطار إلى سانت بيترسبرغ، فلوريدا، ليقابلا ليتر. يخطف رجال مستر بيغ سوليتير، بينما كان بوند وليتر يتفقدان أحد مستودعات مستر بيغ المستخدمة في حفظ الأسماك الغريبة. يرجع ليتر إلى المستودع بمفرده لاحقاً، لكنه ربما أُلقي القبض عليه وأُطعم لسمكة قرش أو أنه وقع في شرك باب مسحور فوق حوض لأسماك القرش وسقط من خلاله؛ وعلى الرغم من نجاته، خسر ذراعاً وساقاً. وعندما يعثر بوند عليه في المنزل الآمن يجد ملاحظة مثبتة على صدره وقد دُون عليها «لقد اختلف في الرأي مع شيء التهمه». بعدها يستطلع بوند المستودع بنفسه ويكتشف أن مستر بيغ يُهرب العملات الذهبية عبر إخفاءها في قاع أحواض تحوي أسماكاً استوائية سامة والتي سيحضرها إلى الولايات المتحدة. يُهاجم اللص المُسلح، رجل مستر بيغ، بوند في المستودع وتندلع معركة تبادل إطلاق النار بينهما تنتهي بتغلب بوند على اللص ودفعه للسقوط في حوض القروش.
يواصل بوند مهمته في جامايكا، حيث يلتقي بصياد محلي يُدعى كواريل، وجون سترانغويز رئيس الفرع المحلي للاستخبارات البريطانية، إم آي 6. يُقدم كواريل لبوند تدريباً على الغوص بجهاز التنفس تحت الماء في المياه المحلية. يسبح بوند في المياه التي تنتشر فيها أسماك القرش والباراكودا نحو جزيرة مستر بيغ وينجح في زراعة لغم لاصق ببدن يخته قبل أن يمسك مستر بيغ به مرة أخرى. هنا يجتمع شمل بوند مع سوليتير. وفي صباح اليوم التالي، يربط مستر بيغ كلاهما بحبل خلف يخته عازماً على سحبهما فوق الشعاب المرجانية الضحلة حتى المياه العميقة لتأكلهما أسماك القرش والبراكودا التي يجذبها إلى المنطقة بتغذية منتظمة.
لكن بوند وسوليتير ينجوان عندما ينفجر اللغم اللاصق قبل ثوانٍ من سحبهما فوق الشعاب المرجانية: وعلى الرغم من صدمتهما المؤقتة جراء الانفجار وإصابتهما من الشعاب المرجانية، فقد كانا محميان بالشعب التي وفرت لهما الحماية من الانفجار، خلال ذلك كان بوند يرقب مصرع مستر بيغ -الذي نجا من الانفجار- بواسطة أسماك القرش والباراكودا. ثم ينقذ كواريل الزوجين.

## خلفية
كتب الصحافي إيان فلمنغ أولى رواياته، كازينو رويال، فيما بين يناير ومارس 1952، خلال تواجده بضيعته العين الذهبية في جامايكا. أجرى فلمنغ دراسة لرواية عش ودع الآخرين يموتون وانتهى منها قبل نشر كازينو رويال في يناير 1953، أي قبل أربعة أشهر من نشر روايته الثانية. سافر فلمنغ وزوجته آن إلى نيويورك ثم استقلا قطار سيلفر ميتيور إلى سانت بيترسبرغ في فلوريدا ومن ثَمَ انتقلا إلى جامايكا. خلال تلك الرحلة، سلكا نفس مسار القطار الذي سلكه فلمنغ مع صديقه إيفار برايس في يوليو 1943، عند زيارته جامايكا لأول مرة.
شرع فلمنغ في العمل على رواية بوند الثانية، بمجرد وصوله مع زوجته إلى ضيعة العين الذهبية. وفي مايو 1963، كتب مقالاً في مجلة الكتب وبائعي الكتب وصف فيه أسلوبه الكتابي، حيث قال: «أكتب لنحو ثلاث ساعات صباحاً.. وأقضي ساعة أخرى من العمل بين السادسة والسابعة مساءً. لا أصحح أي شيء نهائياً ولا أرجع بتاتاً لتفحص ما قد كتبته.. وإذا تبعت طريقتي هذه، فإنك ستكتب 2,000 كلمة يومياً».
كشف فلمنغ نص الرواية لصديقه، الكاتب وليام بلومر، مثلما أطلعه على كازينو رويال، وكان رد فعله مرحباً بالرواية وأخبر فلمنغ «أن الرواية الجديدة ستعلق في ذهن قُرائها كاللغم اللاصق وأن خاتمتها كانت متناثرة». استغل فلمنغ فترة سفره خلال رحلته إلى الولايات المتحدة في مايو 1953، التي استمرت خمسة أيام على متن السفينة آر إم إس كوين إليزابيث، في تصحيح أدلة الرواية.
تعمد فلمنغ أن تحوي روايته طابعاً أكثر جدية من روايته الأولى وقد فكر في البداية في جعلها عن التأمل في طبيعة الشر. يعكس العنوان الأصلي للرواية، رياح الحانوتي؛ أنه كان بمثابة مجاز للرواية، والتي يصف فيها إحدى رياح جامايكا أنها «تطرد كل الهواء الفاسد خارج الجزيرة».
يَعتبر الناقد الأدبي دانييل فيريراس سافوي أن عناوين روايات فلمنغ لها أهمية فردية وجماعية؛ ففي عش ودع الآخرين يموتون، كتب أنها «تعكس تعبيراً عن الحكمة الجماعية، في هذه الحالة ودياً وإيجابياً، إلى نقيضه تماماً، بما يوحي بنظرة مادية نظرة معرفية، فردية وواضحة». يتماشى ذلك مع سير أحداث الرواية بحيث يفرض بوند القانون الذي بدونه «سيتحول العالم بسرعة إلى واقع بربري فوضوي يخشاه توماس هوبز ويحتفى به ماركيز دي ساد».
حدد كاتبان جداول زمنية مختلفة وفقاً لأحداث ومواقف سلسلة روايات بوند ككل، على الرغم من أن فلمنغ لم يُقدم أي تواريخ متضمنة في رواياته. حيث حدد جون غريسوولد وهنري تشانسيلور - وكلاهما كتبا روايات لصالح دار مطبوعات إيان فلمنغ - تاريخ أحداث عش ودع الآخرين يموتون في 1952؛ كان جريسوولد أكثر دقة، واعتبر أن الرواية كُتبّت في ما بين يناير وفبراير من ذلك العام.

## تطور الرواية

### عوامل إلهام الحبكة

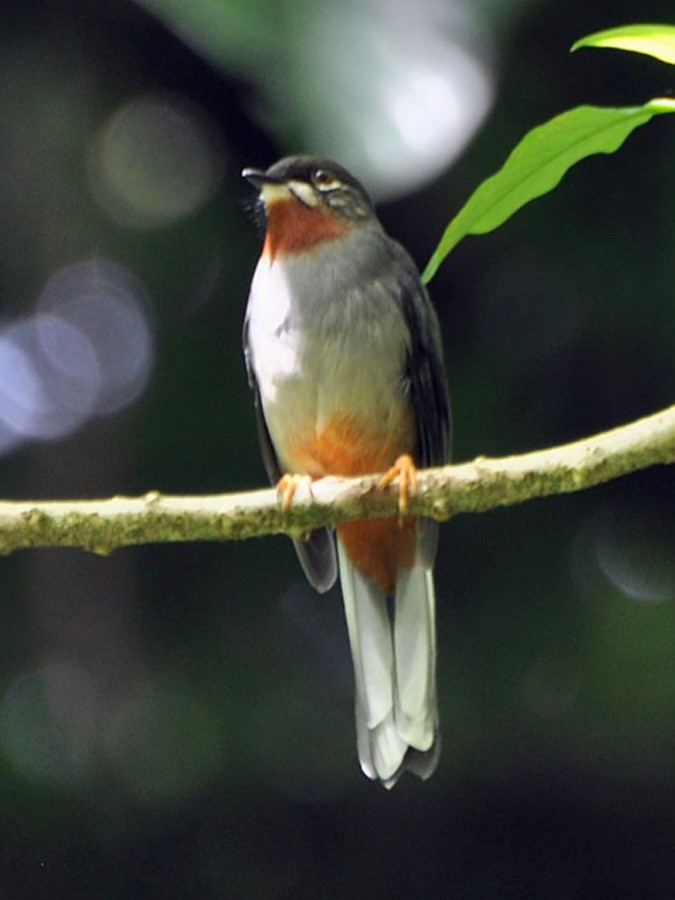
أخذت شخصية البطلة الرئيسية في الرواية اسمها من طائر المتوحدة مغراء الحلق.

تستمد الرواية الكثير من تجارب فلمنغ الشخصية: استوحيت افتتاحية الرواية، بوصول بوند إلى مطار جون كينيدي في نيويورك، من رحلات فلمنغ الخاصة في عامي 1941 و1953. وكان المستودع الذي تعرض فيه ليتر لهجوم سمكة قرش مبنياً على مبنى مماثل زاره فلمنغ وزوجته في سانت بيترسبرغ بولاية فلوريدا خلال رحلتهم الأخيرة. كما استخدم تجاربه في رحلتيه على قطار سيلفر ميتيور كخلفية للمسار الذي سلكه بوند وسوليتير.
استعان فلمنغ بأسماء بعض أصدقائه في الرواية، بما في ذلك إيفار برايس كاسم مستعار لبوند، تومي ليتر لفيليكس ليتر؛ واستعار اسم برايس الأوسط، فيليكس، لاسم ليتر الأول، وأعطى جزء من لقب جون فوكس سترانغويز لاسم رئيس فرع الاستخبارات البريطانية في جامايكا. كما استخدم فلمنغ اسم طائر المتوحدة مغراء الحلق، وهو طائر جامايكي محلي، كاسم لشخصية البطلة الرئيسية في الرواية.

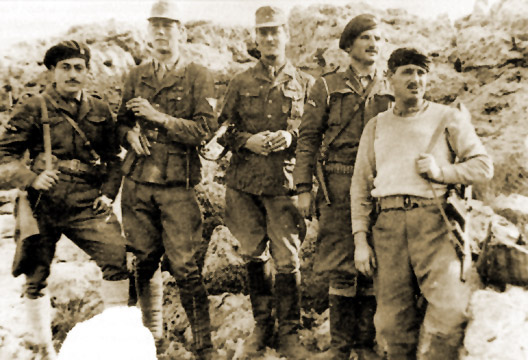
باتريك لي فيرمور (في الوسط)؛ الذي اقتبس فلمنغ سحر الفودو من روايته كخلفية لعش ودع الآخرين يموتون.

أعطت أولى تجارب فلمنغ في الغوص تحت الماء مع جاك كوستو في 1953، الكثير من تفاصيل سباحة بوند نحو يخت مستر بيغ؛ ومن المُحتمل أن فكرة اللغم اللاصق مبنية على العمليات الحربية التي نفذتها للوحدة العاشرة الخفيفة للأسطول، وحدة النخبة في ضفادع البحرية الإيطالية. كما استخدم فلمنغ واقتبس على نطاق واسع، معلومات عن الفودو من رواية صديقه باتريك لي فيرمور في 1950 شجرة المسافر، والتي كُتب جزءاً منها في ضيعة العين الذهبية أيضاً.
كان لدى فلمنغ اهتماماً بالقراصنة منذ فترة طويلة، استمده من الروايات التي قرأها كطفل ومن الأفلام مثل فيلم القبطان بلود (1935) من بطولة إيرول فلين، الذي استمتع بمشاهدته. وقد زار فلمنغ بورت رويال في جنوب الجزيرة، من منزله في العين الذهبية على الشاطئ الشمالي لجامايكا، والذي كان في يوم ما الميناء الرئيسي للسير هنري مورغان وكل ذلك حفز اهتمام فلمنغ. كما استخدم فلمنغ تفاصيل جزيرة كابريتا الواقعة في خليج بورت ماريا، والتي كانت الموقع الحقيقي لمؤونة مورغان، كخلفية لجزيرة كنز مستر بيغ.

### الشخصيات
بنى فلمنغ الشخصية الرئيسية في عش ودع الآخرين يموتون بجعل بوند يبدو أكثر إنسانية من شخصيته في كازينو رويال، بحيث أصبح «رجلاً حنوناً جداً ومحبوباً أكثر من شخصيته في الفصل الافتتاحي»، وذلك وفقاً للروائي الأمريكي ريموند بنسون، الذي كتب بين عامي 1997 و2002 سلسلة من الروايات والقصص القصيرة عن بوند. بينما يرى سافوي أن تقديم الجانب الضعيف في شخصية بوند، مُمثلاً في دموع العميل في نهاية الرواية دليلاً على ذلك. وعلى نحو مشابه على مدار أحداث الرواية، تتطور شخصية ليتر الأمريكية لتظهر أيضاً كشخصية أكثر نضجاً وإنسانية وتتعمق صداقته مع بوند في الرواية. على الرغم من هذه العلاقة، فإن ليتر عمل مرة أخرى تحت إمرة بوند. بينما كان دوره محسوراً في كازينو رويال في تقديم الدعم الفني والمالي إلى بوند، أما في عش ودع الآخرين يموتون، كانت شخصيته ثانوية بالنسبة إلى بوند وفي المرة الوحيدة التي أخذ فيها المبادرة، خسر ذراعه وساقه، بينما فاز بوند منفرداً في شجاره مع نفس الخصم. وعلى الرغم نية فلمنغ إقصاء ليتر من بداية الرواية، فإن احتجاج وكيله الأدبي الأمريكي حفظ شخصيته.
مَثَلّ كواريل المفهوم المثالي لفلمنغ عن الرجل الأسود، حيث كانت شخصيته مبنية على حب فلمنغ الحقيقي للجامايكيين، الذين رآهم «مُفعمين بالنية الطيبة والبهجة والفكاهة». كانت العلاقة بين بوند وكواريل مبنية على افتراض مشترك لتفوق بوند. وصف فلمنغ العلاقة بأنها «مثل علاقة لورد اسكتلندي مع معلمه في الصيد؛ لم تكن السلطة علنية ولم يكن هناك مجال للاستحقار».
ظهر الخصم لدى فلمنغ غير طبيعي من الناحية البدنية على غرار العديد من خصوم بوند اللاحقين. يوصف مستر بيغ بأنه عبقري فكرياً، «ذو رأس ضخم في حجم كرة قدم، في ضعف الحجم الطبيعي ومُستديرة جداً إلى حد كبير» وببشرة كانت «رمادية-سوداء، مشدودة ومُشرقة مثل وجه جثة عمرها أسبوع في النهر». أما بالنسبة لبنسون، «لم يكن مستر بيغ سوى شرير مناسب»، بفكر محدود. وفقاً للمُحلل الأدبي لي روي إل. بانيك، ضمن قرائته لروايات الجاسوسية البريطانية خلال القرن العشرين، أظهرت عش ودع الآخرين يموتون خروجاً عن المُحتال المُهذب الذي ظهر كثيراً في الأعمال الأدبية السابقة، حيث برزت مهارات مستر بيغ الفكرية والتنظيمية أكثر من مهاراته السلوكية. ويصف بانيك أتباع منظمة مستر بيغ، أنهم مجرد مُسلحين عاجزين يستطيع بوند القضاء عليهم بسهولة نسبية.

## الأسلوب
حلل بنسون أسلوب كتابة فلمنغ وحدد ما وصفه باجتياح فلمنغ وهي مرحلة أسلوبية تجتاح القارئ من فصل إلى آخر باستخدام «عناصر تشويق» في نهاية الفصول لزيادة التوتر واستدراج القارئ إلى الفصل التالي: شعر بنسون أن «اجتياح فلمنغ لم يحقق مطلقاً إيقاعاً وانسيابية أكثر جاذبية بهذا القدر» في رواية عش ودع الآخرين يموتون. بينما يختلف الكاتب والأكاديمي كينجسلي أميس -الذي كتب لاحقاً رواية عن بوند أيضاً- بخصوص ذلك، حيث يعتقداً أن الرواية «لديها اجتياح أقل سردية من مُعظم الروايات». في حين يرى كاتب سيرة فلمنغ، ماثيو باركر، أن الرواية ربما تكون أفضل روايات فلمنغ، فكما يعتقد، تحتوي على مُؤامرة مُحكمة تسير بوتيرة ملائمة طوال الرواية من شأنها أن «تُمهد للصيغة الرابحة» للروايات اللاحقة.
يعتقد سافوي، الذي يقارن بين تركيب عش ودع الآخرين يموتون وكازينو رويال، أن الروايتين لهما سرديات مفتوحة مكنت فلمنغ من متابعة كتابة المزيد من روايات هذه السلسلة. يرى سافوي اختلافات في تركيب النهايات، فتبشر نهاية عش ودع الآخرين يموتون بلقاءات حميمية مستقبلية تجمع بوند وسوليتير، لتصبح أكثر مصداقية من نهاية كازينو رويال، التي يتعهد بوند فيها بمُحاربة منظمة شديدة الإجرام.
يستخدم فلمنغ عناصر «جافة خالصة» في الرواية، وفقاً لكاتب المقالات أومبرتو إيكو. يشمل ذلك وصف مصرع مستر بيغ نتيجة هجوم أسماك القرش، والذي يرقبه بوند عندما «تخرج نصف ذراع مستر بيغ من الماء. بلا يد وبلا معصم وبلا ساعة معصم». ما اعتبره إيكو أنه لم يكن «مجرد مثال على سخرية مُروعة، بل توكيداً للأساسيات التي لا غنى عنها واعتبرها نموذجية وفق مدرسة الإبصار». يرى بنسون أن تجارب فلمنغ كصحافي واهتمامه بالتفاصيل، مثلت إضافة إلى مخيلة الحقيقة المعروضة في الرواية.

## الموضوعات
تعكس رواية عش ودع الآخرين يموتون، مثل روايات بوند الأخرى، أدوار بريطانيا وأمريكا المتغيرة خلال فترة الخمسينيات وتهديد الاتحاد السوفيتي الملاحظ لكلا البلدين. وعلى عكس كازينو رويال، حيث تدور سياسات الحرب الباردة حول التوترات البريطانية السوفيتية، يصل بوند في عش ودع الآخرين يموتون إلى هارلم لحماية أمريكا من العملاء السوفيت الذين يعملون عبر حركة القوة السوداء. كانت أمريكا هدف السوفيت في هذه الرواية، وكما يعلق بوند «لابد وأن نيويورك تمثل أثمن هدف للقنبلة الذرية في العالم بأسره».
منحت الرواية الفرصة لفلمنغ لتوضيح آرائه بشأن ما اعتبره استعماراً أمريكياً متزايداً لجامايكا، وهو موضوع أثار اهتمامه إلى جانب جاره نويل كوارد. فبينما مَثَل سيطرة مستر بيغ الأمريكي على جزيرة بأكملها عملاً استثنائياً، كان فلمنغ يعتبر ارتفاع عدد السياح الأمريكيين في الجزر تهديداً لجامايكا؛ فقد كتب في الرواية أن بوند كان «سعيداً لأنه في طريقه إلى جوانب جامايكا الخضراء الناعمة تاركاً خلفه قارة إلدولارادو الشاقة للغاية».
تمنح مهمة بوند فرصة لفلمنغ أيضاً لتقديم وجهات نظره حول العرق عبر شخصياته. وفقاً للمؤرخ الثقافي جيريمي بلاك «فإن إم وبوند... يعرضان وجهتي نظرهما حول عرقية الجريمة، اللتان تعكسا الجهل والتحيزات العنصرية الموروثة في أندية لندن». يشير بلاك أيضاً إلى أن «تكرار مراجعه ورغبته في تقديم صور نمطية عنصرية [اعتبر] أمراً نموذجياً لكثير من كتاب عصره». يلاحظ الكاتب لويز ويلش أن «عش ودع الآخرين يموتون تتماشى مع الذعر الذي تُصاب به بعض قطاعات المجتمع الأبيض كلما تحدت حركات الحقوق المدنية الإجحاف والظلم». تجلى هذا القلق في الآراء التي شاركها فلمنغ مع صناعة الاستخبارات، ذلك أن الجمعية الوطنية للنهوض بالملونين كانت واجهة للشيوعية. عاد الخطر الشيوعي إلى الوطن الجامايكي مع إلقاء السلطات الأمريكية القبض على السياسي الجامايكي ألكسندر بوستامانتي في 1952 خلال مهمة رسمية له في بورتوريكو، رغم أنه كان معادياً للشيوعية. وخلال نفس العام، طردت الأحزاب السياسية الجامايكية المحلية أعضاءً لها لاتهامهم بالشيوعية.
تعد الصداقة عنصراً بارزاً آخر في عش ودع الآخرين يموتون، حيث تظهر أهمية الأصدقاء والأنصار الذكور من خلال علاقات بوند مع ليتر وكواريل. تُظهر ملامح الشخصية الأكثر اكتمالاً في الرواية بوضوح العلاقة القوية بين بوند ولايتر، مما يوفر دافعاً قوياً لبوند لمطاردة مستر بيغ  للانتقام من هجوم القرش على لايتر.
تواصل الرواية طرح موضوع فلمنغ الذي استعمله في كازينو رويال، وهو الشر أو كما يصفه كاتب سيرة حياة فلمنغ، أندرو ليسيت، ابتذال الشر. حيث يستخدم فلمنغ مستر بيغ كوسيلة للتعبير عن آرائه حول الشر، خاصة عندما يخبر بوند قائلاً «سيد بوند، أنا أعاني من الملل. أنا فريسة لما سماه المسيحيون الأوائل أسيديا، ذلك الخمول المميت الذي يغلب أولئك الجالسين» مكن ذلك فلمنغ من بناء شخصية بوند كعدو للخمول، في ما اعتبره الكاتب صراعاً مانوياً بين الخير والشر. يعتبر بنسون أن الشر هو الموضوع الرئيسي للرواية، مُسلطاً الضوء على الحوار الذي أجراه بوند مع رينيه ماثيس من المكتب الثاني الفرنسي في رواية كازينو رويال، حيث يتنبأ الرجل الفرنسي أن بوند سوف يبحث عن الأشرار في العالم ويقضي عليهم.

## النشر والاستقبال

### تاريخ النشر
نشرت دار جوناثان كيب رواية عش ودع الآخرين يموتون بنسخة غلاف مقوى في 5 أبريل 1954. وكما هو الحال مع رواية كازينو رويال، صمم فلمنغ الغلاف، الذي أظهر حروف العنوان بارزة مجدداً. تألفت الطبعة الأولى من 7,500 نسخة بيعت كلها وأُعيد طبع 2,000 نسخة في وقت قريب؛ وبحلول نهاية العام الأول، بيع ما مجموعه أكثر من 9,000 نسخة. في مايو 1954، حظر مجلس رقابة المطبوعات الرواية في أيرلندا. لاحظ ليسيت أن الحظر ساعد على الدعاية العامة في مناطق أخرى. في أكتوبر 1957، أصدرت دار نشر بان بوكس نسخة غلاف عادي بيع منها 50,000 نسخة في العام الأول.
نشرت دار ماكميلان عش ودع الآخرين يموتون في الولايات المتحدة في يناير 1955؛ كان هناك تغيير رئيسي واحد فقط في الرواية، حيث بُدل عنوان الفصل الخامس جنة الزنجي إلى الجادة السابعة. جاءت المبيعات في الولايات المتحدة ضعيفة، مع بيع 5,000 نسخة فقط في السنة الأولى من نشر الرواية.

### الاستقبال النقدي
لاحظ فيليب داي من صحيفة صنداي تايمز كيف يكتب السيد فلمنغ بطواعية مُتقنة؛ بينما اعتقد مُحرر صحيفة التايمز أنها «عمل بارع، غني بالمعرفة العميقة والانسكابات والإثارات المُروعة، التي ترجع إلى إثارة سادية نوعاً ما أيضاً، على الرغم من غياب التصميم البسيط والواضح كسابقتها». لاحظت إليزابيث إل. سترتش، المحررة في الملحق الأدبي للتايمز، «أن فلمنغ كان بلا شك أكثر الكتاب المستجدين إثارة للاهتمام بين كتاب الإثارة» و«أن عش ودع الآخرين يموتون تحافظ بالكامل على وعد... كازينو رويال». وللتخفيف من مدحها للرواية، اعتقدت سترتش أن «السيد فلمنغ يعمل غالباً على حافة التهكم، بدلاً من روح رفيع الثقافة»، على الرغم من أنها شعرت في المجمل أن الرواية «تحتوي على فقرات من الإثارة المطلقة لم يتجاوزها من قبل أي كاتب معاصر من هذا النوع». شعر المراجع في صحيفة ديلي تلغراف أن «الرواية مثيرة باستمرار، سواء حينما تأخذنا إلى قلب هارلم أو عندما تصف الغوص السطحي في مياه تعج بأسماك القرش؛ وأنها أكثر تسلية لأن السيد فلمنغ لا يأخذ الأمر على محمل الجد للغاية». بينما يعتقد جورج مالكولم تومبسون، الكاتب في المعيار المسائي، أن الرواية «تبدو متوترة، باردة، معقدة؛ وعلى غرار روايات بيتر تشيني بالنسبة لمبيعاتها».
اعتقد أنتوني باوتشر، الكاتب الصحافي في صحيفة نيويورك تايمز وهو ناقد وصفه كاتب سيرة فلمنغ، جون بيرسون، بأنه «كان دائماً رجلاً متعطشاً لمُعاداة بوند ومعاداة فلمنغ»، أن «الأحداث البارزة وصفت جميعها بفعالية... لكن السرد كان فضفاضاً وغير مُتماسك». وخلص باوتشر إلى أن الرواية كانت «ميلر (Meller) بشعة اُختُلقّت بدمج أجزاء متساوية من أعمال أوبنهايم وسبيلان». في يونيو 1955، كان رايموند تشاندلر يزور الشاعر ستيفن سبندر في لندن عندما قدمه لفلمنغ، الذي كان قد أرسل إلى تشاندلر في وقت لاحق نسخة من الرواية. ورداً على ذلك، كتب تشاندلر أن فلمنغ ربما كان «على الأرجح الكاتب الأكثر قوة وصياغة فيما افترض أنه لا يزال يتعين تسميته بقصص الإثارة في إنجلترا».

## الاقتباسات
تحولت رواية عش ودع الآخرين يموتون إلى قصة مصورة كانت تُنشر يومياً في صحيفة ديلي إكسبريس وتوزع حول العالم. استمرت القصة المصورة من 15 ديسمبر 1958 إلى 28 مارس 1959. وكتبها هنري جاميدج، بينما رسمها جون ماكلوسكي، الذي تشبه رسوماته لبوند الممثل شون كونري،  الذي أدى دور بوند في دكتور نو بعد ثلاث سنوات.
كان المنتج ألكسندر كوردا قد قرأ نسخة منقحة من الرواية قبل نشرها. لقد اعتقد أنها القصة الأكثر إثارة التي قرأها لسنوات، لكنه لم يكن متأكداً إذا كانت ملائمة لإنتاجها كفيلم. ومع ذلك، أراد أن يعرض الرواية على المخرجين ديفيد لين وكارول ريد بسبب انطباعاتهما، على الرغم من اهتمام كوردا المبدئي لم يسفر عن شئ. فيما أعربت وارنر بروز عن اهتمامها برواية عش ودع الآخرين يموتون، عقب البث التلفزيوني لمُحاكاة رواية فلمنغ السابقة كازينو رويال في 1955، وعرضت 500 دولاراً لعقد الاختيار مقابل 5,000 دولاراً إذا صُوِّر الفيلم. اعتقد فلمنغ أن الشروط غير كافية ورفض العقد.
صدر فيلم عش ودع الآخرين يموتون في 1973، كفيلم قائم على الرواية باسترسال، من بطولة روجر مور في دور بوند،  وقد تماشى الفيلم مع سلسلة أفلام استغلال السود (بالإنجليزية: blaxploitation)‏ التي كانت تُنتج في ذلك الوقت. كان الفيلم من إخراج غاي هاملتن ومن إنتاج ألبرت آر. بروكولي وهاري سالتزمان وهو الفيلم الثامن في سلسلة أفلام بوند من إنتاج شركة إيون. اُقتُبست بعض مشاهد الرواية في أفلام بوند اللاحقة، مثل مشهد سحب بوند وسوليتير خلف قارب مستر بيغ الذي ظهر في فيلم من أجل عينيك فقط؛ ومشهد إطعام فيليكس ليتر إلى سمكة قرش في فيلم رخصة للقتل، الذي يقتبس أيضاً مشهد تبادل إطلاق النار في المستودع من عش ودع الآخرين يموتون.

## الملاحظات
1. ↑  صدرت كازينو رويال في 13 أبريل 1953 في المملكة المتحدة كطبعة بغلاف فني من دار جوناثان كيب للنشر.[5] كانت المبيعات ناجحة للغاية لدرجة أن ناشري جوناثان كيب، عرضوا على فلمنغ عقداً لثلاث روايات أخرى لبوند.[6]
2. ↑  وضع الكاتب الفرنسي فرانسوا مورياك في الأصل مصطلح école du regard، لوصف انتماء فئة من الكتاب إلى «المدرسة الموضوعية» في أوصافهم.[50]
3. ↑  لا يوجد أي تفسير في سجلات المجلس بشأن أساس منطقية الحظر والنص الوحيد المذكور هو «محظور».
4. ↑  بقي عنوان الفصل في النسخ البريطانية المطبوعة كما هو. كتب كاتب سيرة فلمنغ، ماثيو باركر، أن دار نشر كيب احتفظت بالاسم «على افتراض أن قراءها سيتعرفون عليه كعنوان لـرواية مناهضة للعنصرية تعود إلى عشرينات من القرن الماضي والتي كتبها كارل فان فيختن عن نهضة هارلم.»[67] لا يزال عنوان هذا الفصل يظهر في طبعات المملكة المتحدة الحديثة.[68]
5. ↑  ميلر (Meller) مصطلح بالعامية لكلمة ميلودراما.[75]

### فهرس المراجع
1. ↑  al-ʻArabī, Número 647, Dāʼirat al-Maṭbūʻāt wa-al-Nashr, 2012 نسخة محفوظة 10 فبراير 2020 على موقع واي باك مشين.
2. ↑  Fleming 2006, p. 169.
3. ↑  "Ian Fleming". Ian Fleming Publications. Archived from the original on 2 September 2015. Retrieved 2 March 2015.
4. ↑  Chancellor 2005، صفحة 4.
5. ↑  Lycett 1996، صفحة 244.
6. ↑  Black 2005، صفحة 10.
7. 1 2  Benson 1988، صفحة 6.
8. ↑  Parker 2014، صفحة 1.
9. ↑  Benson 1988، صفحة 4.
10. ↑  Faulks & Fleming 2009، صفحة 320.
11. 1 2  Lycett 1996، صفحة 245.
12. ↑  Simpson 2002، صفحة 36.
13. ↑  Lycett 1996، صفحة 236.
14. ↑  Savoye 2013، صفحة 152.
15. ↑  Griswold 2006، صفحة 13.
16. ↑  Chancellor 2005، صفحات 98–99.
17. 1 2  Black 2005، صفحة 11.
18. ↑  Parker 2014، صفحة 150.
19. ↑  Black 2005، صفحة 14.
20. ↑  Macintyre 2008، صفحة 93.
21. ↑  Lycett 1996، صفحة 222.
22. ↑  Lycett 1996، صفحة 81.
23. ↑  Macintyre 2008، صفحة 160.
24. 1 2 3 4 5  Chancellor 2005، صفحة 43.
25. ↑  Macintyre 2008، صفحة 104.
26. 1 2 3 4  Lycett 1996، صفحة 238.
27. ↑  Parker 2014، صفحات 115–17.
28. 1 2 3 4  Benson 1988، صفحة 96.
29. ↑  Savoye 2013، صفحة 49.
30. ↑  Benson 1988، صفحات 96–97.
31. ↑  Bennett & Woollacott 1987، صفحة 100.
32. ↑  Parker 2014، صفحة 165.
33. ↑  Black 2005، صفحة 19.
34. ↑  Parker 2014، صفحة 161.
35. ↑  Chapman 2007، صفحة 27.
36. ↑  Parker 2014، صفحة 163.
37. ↑  Fleming 2006، صفحة 206.
38. ↑  Eco 2009، صفحة 38.
39. 1 2  Benson 1988، صفحة 97.
40. ↑  Fleming 2006، صفحة 71.
41. ↑  Panek 1981، صفحة 213.
42. ↑  Panek 1981، صفحات 205–06.
43. ↑  Benson 1988، صفحة 85.
44. ↑  Benson 1988، صفحة 95.
45. ↑  Amis 1966، صفحات 154–55.
46. ↑  Parker 2014، صفحة 153.
47. ↑  Savoye 2013، صفحة 104.
48. 1 2  Eco 2009، صفحة 49.
49. ↑  Fleming 2006، صفحة 273.
50. ↑  Hewitt 1992، صفحات 102 & 220.
51. ↑  Benson 1988، صفحات 95–96.
52. ↑  "WebCite query result". مؤرشف من الأصل في 2015-04-27. اطلع عليه بتاريخ 2015-09-02. {{استشهاد ويب}}: الاستشهاد يستخدم عنوان عام (مساعدة)نسخة محفوظة 10 يناير 2020 على موقع واي باك مشين.
53. ↑  Black, Jeremy (Winter 2002–03). "'Oh, James' – 007 as International Man of History". National Interest (70): 106–12. JSTOR 42897447. (subscription required)
54. ↑  Parker 2014، صفحات 99–100.
55. ↑  Black 2005، صفحة 12.
56. ↑  Fleming 2006، صفحة v.
57. ↑  Lycett 1996، صفحة 237.
58. ↑  Parker 2014، صفحات 148–49.
59. ↑  Fleming 2006، صفحات 84–85.
60. 1 2 3  Lycett 1996، صفحة 255.
61. ↑  Benson 1988، صفحة 8.
62. ↑  Upton 1987، صفحة 6.
63. ↑  Bennett & Woollacott 1987، صفحة 23.
64. ↑  Kelly, James (2004). "The Operation of the Censorship of Publications Board: The Notebooks of C. J. O'Reilly, 1951–55". Analecta Hibernica. 38 (38): 320. ISSN 0791-6167. JSTOR 20519909. (subscription required)
65. ↑  Lindner 2009، صفحة 17.
66. ↑  Benson 1988، صفحة 11.
67. ↑  Parker 2014، صفحة 157.
68. ↑  Fleming 2006، صفحة 48.
69. ↑  Lycett 1996، صفحة 268.
70. ↑  "Professional People". The Times. London. 7 April 1954. p. 10.
71. 1 2 3 4  Sturch, Elizabeth (30 April 1954). "Progress and Decay". The Times Literary Supplement. London. p. 277.
72. ↑  "Live and Let Die". The Times. Multiple Display Advertisements. 21 August 1954. p. 9.
73. ↑  Pearson 1967، صفحة 99.
74. 1 2  Boucher, Anthony (10 April 1955). "Criminals at Large". The New York Times. New York, NY. p. BR17.
75. ↑  Kroon 2014، صفحة 414.
76. ↑  Lycett 1996، صفحة 270.
77. ↑  Pfeiffer & Worrall 1998، صفحة 70.
78. ↑  Fleming, Gammidge & McLusky 1988، صفحة 6.
79. ↑  h2g2 - The James Bond Films - 2006 onwards - Edited Entry نسخة محفوظة 30 أغسطس 2019 على موقع واي باك مشين.
80. ↑  Lycett 1996، صفحة 250.
81. ↑  Chapman 2007، صفحات 40–41.
82. ↑  Lycett 1996، صفحة 265.
83. ↑  Chapman 2007، صفحة 136.
84. ↑  "WebCite query result". مؤرشف من الأصل في 2015-04-03. اطلع عليه بتاريخ 2015-09-02. {{استشهاد ويب}}: الاستشهاد يستخدم عنوان عام (مساعدة)نسخة محفوظة 10 يناير 2020 على موقع واي باك مشين.
85. ↑  Barnes & Hearn 2001، صفحة 135.
86. ↑  Barnes & Hearn 2001، صفحة 176.
87. ↑  Chapman 2007، صفحة 206.

### معلومات المراجع كاملة
- Amis، Kingsley (1966). The James Bond Dossier. London: Pan Books. OCLC:154139618.
- Barnes، Alan؛ Hearn، Marcus (2001). Kiss Kiss Bang! Bang!: the Unofficial James Bond Film Companion. London: Batsford Books. ISBN:978-0-7134-8182-2.
- Bennett، Tony؛ Woollacott، Janet (1987). Bond and Beyond: The Political Career of a Popular Hero. London: Routledge. ISBN:978-0-416-01361-0. مؤرشف من الأصل في 2022-10-15.
- Benson، Raymond (1988). The James Bond Bedside Companion. London: Boxtree. ISBN:978-1-85283-233-9.
- Black، Jeremy (2005). The Politics of James Bond: from Fleming's Novel to the Big Screen. Lincoln, NE: University of Nebraska Press. ISBN:978-0-8032-6240-9. مؤرشف من الأصل في 2020-01-24.
- Chancellor، Henry (2005). James Bond: The Man and His World. London: John Murray. ISBN:978-0-7195-6815-2. مؤرشف من الأصل في 2022-06-09.
- Chapman، James (2007). Licence to Thrill: A Cultural History of the James Bond Films. New York: I.B. Tauris. ISBN:978-1-84511-515-9.
- Eco، Umberto (2009). "The Narrative Structure of Ian Fleming". في Lindner، Christoph (المحرر). The James Bond Phenomenon: a Critical Reader. Manchester: Manchester University Press. ISBN:978-0-7190-6541-5.
- Faulks، Sebastian؛ Fleming، Ian (2009). Devil May Care. London: Penguin Books. ISBN:978-0-14-103545-1.
- Fleming، Ian؛ Gammidge، Henry؛ McLusky، John (1988). Octopussy. London: Titan Books. ISBN:978-1-85286-040-0.
- Fleming، Ian (2006) [1954]. Live and Let Die. London: دار بنجوين للنشر. ISBN:978-0-14-102832-3.
- Griswold، John (2006). Ian Fleming's James Bond: Annotations And Chronologies for Ian Fleming's Bond Stories. Bloomington, IN: AuthorHouse. ISBN:978-1-4259-3100-1. مؤرشف من الأصل في 2019-12-16.
- Hewitt، Leah D. (1992). Autobiographical Tightropes: Simone de Beauvoir, Nathalie Sarraute, Marguerite Duras, Monique Wittig, and Maryse Condä. Lincoln, NE: University of Nebraska Press. ISBN:978-0-8032-7258-3. مؤرشف من الأصل في 2020-01-24.
- Kroon، Richard W. (2014). A/V A to Z: An Encyclopedic Dictionary of Media, Entertainment and Other Audiovisual Terms. Jefferson, NC: McFarland. ISBN:978-0-7864-5740-3. مؤرشف من الأصل في 2018-11-19.
- Lindner، Christoph (2009). The James Bond Phenomenon: a Critical Reader. Manchester: Manchester University Press. ISBN:978-0-7190-6541-5. مؤرشف من الأصل في 2018-01-17.
- Lycett، Andrew (1996). Ian Fleming. London: Phoenix. ISBN:978-1-85799-783-5.
- Macintyre، Ben (2008). For Your Eyes Only. London: Bloomsbury Publishing. ISBN:978-0-7475-9527-4.
- Panek، LeRoy (1981). The Special Branch: The British Spy Novel, 1890–1980. Bowling Green, OH: Bowling Green University Popular Press. ISBN:978-0-87972-178-7. مؤرشف من الأصل في 2017-03-07.
- Parker، Matthew (2014). Goldeneye. London: Hutchinson. ISBN:978-0-09-195410-9. مؤرشف من الأصل في 2021-05-01.
- Pearson، John (1967). The Life of Ian Fleming: Creator of James Bond. London: Pan Books. OCLC:60318176.
- Pfeiffer، Lee؛ Worrall، Dave (1998). The Essential Bond. London: Boxtree Ltd. ISBN:978-0-7522-2477-0. مؤرشف من الأصل في 2022-04-14.
- Savoye، Daniel Ferreras (2013). The Signs of James Bond: Semiotic Explorations in the World of 007. Jefferson, NC: McFarland. ISBN:978-0-7864-7056-3.
- Simpson، Paul (2002). The Rough Guide to James Bond. Rough Guides. ISBN:978-1-84353-142-5. مؤرشف من الأصل في 2019-09-21.
- Upton، John (أغسطس 1987). "The James Bond Books of Ian Fleming". The Book and Magazine Collector. London: Diamond Publishing Group ع. 41.